# David Cerdán
David Cerdán Pastor (Alicante, Comunidad Valenciana, España, 2 de noviembre de 1974) es un periodista español que desempeñó diferentes cargos políticos. Desde hace años ha trabajado en numerosos medios de comunicación españoles y en la actualidad ejerce como ejecutivo de cuentas en Intermundo Comunicación.

## Biografía
Nacido en la ciudad de Alicante, el día 2 de noviembre de 1974.
Es licenciado en Ciencias de la información por la Universidad Complutense de Madrid (UCM), también tiene un Máster en Dirección de Comunicación y Mercadotecnia ("marketing") por la Universidad Abierta de Cataluña (UOC).
Tras finalizar sus estudios superiores, estuvo trabando como redactor de la agencia de noticias Europa Press en Madrid y de los periódicos La Verdad y el El País en Alicante.
Seguidamente ha sido director de Comunicación de la Secretaría de Estado de Cooperación Internacional y para Iberoamérica (SECIPI) del Ministerio de Asuntos Exteriores y de Cooperación y también de la Subdelegación del Gobierno de España en la Provincia de Alicante. En la actualidad es ejecutivo de cuentas en Intermundo Comunicación.
Como político fue militante del Partido Socialista del País Valenciano (PSPV-PSOE), con el que comenzó tras ser elegido en el congreso provincial y fue Secretario General Provincial.
Luego en las Elecciones municipales de España de 2011 fue elegido como regidor del ayuntamiento del municipio alicantino de Aspe y al mismo tiempo fue diputado de la Diputación Provincial de Alicante.
Tras las Elecciones autonómicas de 2015, fue diputado en las Cortes Valencianas por la lista socialista de la circunscripción electoral de Alicante.
Como diputado, fue miembro de las Comisiones parlamentarias de Agricultura, Ganadería y Pesca, y portavoz de Medio Ambiente, Agua y Ordenación del Territorio, de la Comisión especial de investigación sobre los aspectos de la gestión general de las instituciones feriales de la Generalidad Valenciana, también para la investigación para averiguar los motivos de la contaminación de aquíferos que abastecen de agua potables a los municipios del territorio, el tiempo y las consecuencias para el consumo humano de agua contaminada y también pertenece a la Comisión especial para el estudios de la gestión del agua de la Comunidad Valenciana y las posibles alternativas de actuación ante los efectos del cambio climático y las necesidades humanas del agua.